# Xavier Santana
Pour les articles homonymes, voir Santana.
Santana  Rodríguez est un nom espagnol. Le premier nom de famille, en général paternel, est Santana ; le second, en général maternel, souvent omis, est Rodríguez.
Xavier "Xavi" Santana, né le 1er mars 1994 à San Juan, est un coureur cycliste et triathlète portoricain,.

## Biographie
Xavier Santana commence le sport au lycée après une prise de poids. Il se lance dans le triathlon vers 2010, à l'âge de quinze ou seize ans.
En 2017, il se consacre au cyclisme sur route avec l'équipe CCG Bayamon. Bon rouleur, il devient champion de Porto Rico du contre-la-montre. Il représente également son pays aux championnats panaméricains de Saint-Domingue.

## Palmarès et résultats

### Palmarès par année
- 2017
  -  Champion de Porto Rico du contre-la-montre
  - 2e du Clásico San Antonio de Padua
- 2018
  - 3e du championnat de Porto Rico du contre-la-montre

### Classements mondiaux
| Année            | 2017 | 2018 |
| ---------------- | ---- | ---- |
| UCI America Tour | 242e | 252e |